# 特倫奇冰川
70°12′S 69°11′W / 70.200°S 69.183°W
特倫奇冰川（英語：Trench Glacier）是南極洲的冰川，位於亞歷山大一世島東岸，該冰川長11公里、寬3.7公里，最終在阿特爾斯坦山以南注入喬治六世冰架。